# Шепарович Роман Зеновійович
Роман Зеновійович Шепарович (1890 — †?) — український військовик, інженер-економіст. Четар УГА. Брат Лева, Юрія і Юліяна Шепаровича.

## Життєпис
Народився у 1890 році у селі Колодіївка близько Станиславова. Закінчив артилерійське училище старшин в австрійській армії. Пізніше почав свою службу у Звідному полку УГА, в червні 1919 року служив старшиною штабу 1-ї Кінної бригади і був командантом штабної сотні.
У бою проти кавалерії казачої бригади Столярова (Добровольча армія) у жовтні 1919 року під Дашевом захопив інтенданта ворожої бригади з касою, і був підвищений у званні до четаря. Як зв'язковий старшини був направлений в штаб повстанців отамана Василя Чучупаки в Холодному Ярі, і разом з повстанцями знищив бронепотяг більшовиків під Голтою. З 1-ю Кінною бригадою як ад'ютант отамана Едмунда Шепаровича перейшов до Армії УНР.
У листопаді 1920 року переїхав до Чехословаччини, де закінчив Високу Торговельну Школу в Празі, здобувши фах інженера-економіста. Після повернення до Галичини був урядовцем «Спілки експлуатації потасової солі» у Калуші.
Пропав безвісти у роки Другої світової війни.